# Preludis obstinants
Preludis obstinants is een compositie van Leonardo Balada.
Hij schreef deze obsessieve preludes voor pianiste Alicia de Larrocha. De vijf preludes zijn elk toegespitst op muzikale motieven:
- prelude I behandelt de tremolo
- prelude II behandelt eenvoud; een rustige verschuiving in akkoorden
- prelude III behandelt staccato
- prelude IV behandelt akkoordenreeksen, van klassiek tot clusters
- prelude V vormt een tegenstelling tussen klassiek en modern.

De Naxos-editie vermeldde World premier recordings.